# S.S.D. Domegliara
Società Sportiva Dilettante Domegliara là một câu lạc bộ bóng đá Ý đến từ Domegliara, một frazione của Sant'Ambrogio di Valpolicella, Veneto. Màu sắc của nó là đỏ và đen.
Domegliara đã được thăng cấp từ Promozione lên Eccellenza Veneto sau khi kết thúc ở vị trí thứ 2 vào năm 2005. Họ đã làm tốt hơn kỳ tích đó bằng cách hoàn thành hạng 1 trong bảng A của Eccellenza Veneto vào năm sau. Điều đó giúp họ thăng hạng lên Serie D lần đầu tiên trong lịch sử của họ.